# Bert Böhlitz
Bert Böhlitz (ur. 1972) – niemiecki aktor telewizyjny i filmowy.
W latach 1995-97 studiował w Akademii Muzycznej i Teatralnej w Lipsku. W latach 1997–2000 uczył się w Bawarskiej Akademii Teatralnej. Grywał role w filmach i serialach telewizyjnych, a także w teatrze.

## Wybrana filmografia
- 2001: Am See jako Martin
- 2002: Sinan Toprak ist der Unbestechliche jako Gero Graf von Zarrentin
- 2003: Liebe und Verlangen jako Jochen
- 2006: Jednostka specjalna (GSG 9 – Ihr Einsatz ist ihr Leben) jako Caspar Reindl
- 2006: Dresden (TV) jako Mutschmanns Adjudant
- 2007: Tatort – Fettkiller jako Harald Strauss
- 2010: Danni Lowinski jako dyrektor banku
- 2012: Der Alte jako Frank Höfling
- 2013: Kobra – oddział specjalny (Alarm für Cobra 11 – Die Autobahnpolizei - Die kleine Prinzessin) jako Rolf Mölders
- 2014: Telefon 110 (Polizeiruf 110 – Abwärts)